# Distretto del Sikkim Settentrionale
Il distretto del Sikkim Settentrionale è un distretto dello stato del Sikkim in India. Il suo capoluogo è Mangan.

## Geografia fisica
Il distretto si estende nella metà settentrionale dello stato del Sikkim, la superficie è pari a 4226 km²..
Confina ad ovest con il Nepal, a nord e est con la Regione Autonoma del Tibet (Cina). IL territorio comprende l'area dell'Himalaya fino al Kangchenjunga situato all'estremo ovest sul confine con il Nepal. Il confine settentrionale è lo spartiacque fra lo Yarlung Tsangpo e il corso inferiore del Brahmaputra. Il Sikkim Settentrionale è completamente compreso nel bacino idrografico del fiume Tista, un affluente del Brahmaputra.
Vi si trovano diversi laghi glaciali tra i quali il lago Gurudongmar.
Nella parte occidentale del distretto si trova il Parco Nazionale Kangchenjunga, nella parte nordorienale la Riserva naturale Yumthang-Valley.